# Carmen Martín Gaite
Pour les articles homonymes, voir Gaite.
Œuvres principales
- A travers les persiennes
- La Chambre de fond
- Le Petit Chaperon rouge à Manhattan

Carmen Martín Gaite, née à Salamanque le 8 décembre 1925 et décédée à Madrid le 23 juillet 2000 , est une écrivaine espagnole appartenant à la Génération de 50.
Elle est lauréate du Prix Nadal en 1957, du Prix national de Narration en 1978 pour La Chambre du fond (El cuarto de atrás (es)), du Prix Princesse des Asturies de littérature en 1988 et du Prix national des Lettres espagnoles en 1994.

## Biographie
Le père de Carmen Martín Gaite, le notaire José Martín López, né en 1885 à Valladolid, était un ami de Miguel de Unamuno. La mère, María Gaite Veloso, est originaire de Galice. Quand elle commence à publier, Carmen Martín Gaite prendra le nom de sa mère. 
La petite Carmen passe son enfance dans le confort du foyer bourgeois de Salamanque. Jusqu'à ses études secondaires, elle reçoit à la maison des leçons privées, fortement axées sur l'histoire et la littérature, car son père, un homme aux idées libérales, refuse que sa fille subisse l'éducation religieuse en vigueur dans les institutions espagnoles. La famille passe ses étés sur la propriété des grands-parents maternelles à quelques kilomètres d'Orense, des séjours heureux qui encourageront la future romancière à situer certains de ses récits dans le cadre galicien, comme dans Paroles données (Retahílas) paru en 1974.
Quand la guerre d'Espagne éclate, la jeune Carmen est retirée de l'établissement de Madrid où elle était inscrite et, comme sa sœur Ana l'avait fait auparavant, elle termine ses études secondaires à l'Instituto Femenino de Salamanca, lieu de savoir reconnu pour ses idées progressistes.
À partie de 1943, elle fait des études en philosophie à l'Université de Salamanque, où elle a notamment pour professeur le linguiste et philologue Antonio Tovar et l'écrivain et dialectologue Alonso Zamora Vicente.
Une bourse de l'université de Coïmbre lui permet de visiter Porto et Lisbonne. Licenciée en philologie romane en 1948, elle passe une université d'été à Cannes. 
Elle décide de se rendre à Madrid pour faire sa thèse sur les chansons portugaises du XIIIe siècle. Dès 1953, elle collabore à la revue littéraire Revista Española et y rencontre l'écrivain Rafael Sánchez Ferlosio qu'elle épouse en octobre de la même année. Le couple fait dès lors partie de la Génération de 50 et noue de nombreux liens d'amitié avec des écrivains et penseurs de ce groupe, dont Jesús Fernández Santos et Carlos Edmundo de Ory. 
Au printemps 1954, elle obtient le prix Café Gijón pour son court roman El balneario, qui ne sera publié que trois ans plus tard. En 1957, c'est du prix Nadal dont elle est lauréate pour À travers les persiennes (Entre visillos). 
En 1972, elle soutient une thèse de doctorat sur le XVIIIe siècle espagnol. Elle reçoit le Prix national des Lettres espagnoles en 1994. Elle traduit aussi notamment Madame Bovary de Gustave Flaubert, Les Hauts de Hurlevent d'Emily Brontë, Jane Eyre de Charlotte Brontë, ainsi que plusieurs romans de Primo Levi, Virginia Woolf de son amie Natalia Ginzburg.
En 1984, elle partage avec José Ángel Valente le prix Princesse des Asturies de littérature. Dans les années 1980, elle rédige des scénarios pour des mini-séries de la télévision espagnole et s'intéresse à la littérature d'enfance et de jeunesse au point de publier plusieurs ouvrages appartenant à ce genre, dont, en 1990, le best-seller Le Petit Chaperon rouge à Manhattan (Caperucita en Manhattan).
Elle revient ensuite aux romans destinés aux adultes avec deux titres encensés par la critique : Drôle de vie la vie (Lo raro es vivir), paru en 1997, et Claquer la porte (Irse de casa), paru en 1998, qui sont de gros succès de librairie.
En 1997, elle reçoit la Médaille d'Or du Círculo de Bellas Artes. La même année, elle crée avec le guitariste et compositeur Alberto Pérez le label discographique “Avizor Records”, dans le but de faire connaître  de nouveaux poètes et musiciens. Le projet a été financé exclusivement avec les récitals qu’ils donnaient eux-mêmes et il a survécu jusqu’au décès de Carmen en 2000.

## Œuvre

### Romans et nouvelles
- El balneario (1955), prix Café Gijón 1954, nouvelle publiée dans un recueil de nouvelles du même nom, avec Los informes, Un día de libertad et La chica de abajo
- Entre visillos (1958), prix Nadal 1957Publié en français sous le titre À travers les persiennes, traduit par Annie Brousseau, Paris, Gallimard, coll. « Du monde entier », 1961 (BNF 33091991).
- Ritmo lento (1963), finaliste du prix Biblioteca Breve 1962
- Retahílas (1974)Publié en français sous le titre Paroles données, traduit par Claude Bleton, Paris, Flammarion, 2005  (ISBN 2-08-068280-6).
- Fragmentos de interior (1976)
- El cuarto de atrás (es) (1978), prix national de littérature narrativePublié en français sous le titre La Chambre du fond, traduit par Claude Bleton, Paris, Flammarion, 1993  (ISBN 2-08-066772-6).
- Sibyl Vane (1989)
- Caperucita en Manhattan (1990)
- Nubosidad variable (es) (1992)Publié en français sous le titre Passages nuageux, traduit par Claude Bleton, Paris, Flammarion, 1995  (ISBN 2-08-066855-2).
- La reina de las Nieves (1994)Publié en français sous le titre La Reine des neiges, traduit par Claude Bleton, Paris, Flammarion, 1997  (ISBN 2-08-060602-6).
- Lo raro es vivir (1997)Publié en français sous le titre Drôle de vie la vie, traduit par Claude Bleton, Paris, Flammarion, 1999  (ISBN 2-08-067456-0).
- Irse de casa (1998)Publié en français sous le titre Claquer la porte, traduit par Claude Bleton, Paris, Flammarion, 2000  (ISBN 2-08-067924-4).
- Los parentescos (2001), inachevé et posthume[3]

### Contes
- Un día de libertad (1953), conte publié dans Revista Española
- El balneario (1955), recueil
- Las ataduras (1960), recueil
- El castillo de las tres murallas (1981), recueil
- El pastel del diablo (1985), recueil
- Dos relatos fantásticos (1986), recueil
- Retirada (1995), conte publié dans l'anthologie Cuentos de este siglo. 30 narradoras contemporáneas
- De su ventana a la mía (1996), conte publié dans l'anthologie Madres e hijas
- La chicas de abajo (2009), conte publié dans l'anthologie Cuentos de amigas

### Littérature d'enfance et de jeunesse
- Cuentos completos (1978, 1994 et 2005)
- El castillo de las tres murallas (1981)
- El pastel del diablo (1985)
- Dos relatos fantásticos (1986)
- Caperucita en Manhattan (1990) Publié en français sous le titre Le Petit Chaperon rouge à Manhattan, traduit par Mireille Duprat-Debenne, Paris, Flammarion, coll. « Castor Poche. Senior » no 633, 1998  (ISBN 2-08-164208-5) ; réédition, Paris, Flammarion, coll. « Flammarion jeunesse », 2010  (ISBN 978-2-08-124356-9)

### Essais
- El proceso de Macanaz: historia de un empapelamiento (1970)
- Usos amorosos del dieciocho en España (1973)
- El conde de Guadalhorce, su época y su labor (1976)
- Usos amorosos de la Postguerra española (1981)
- El cuento de nunca acabar (notas sobre la narración, el amor y la mentira) (1983)
- Desde la ventana: enfoque femenino de la literatura española (1987)
- Vida cotidiana en tiempos de Goya (avec Natacha Seseña et Gonzalo Anes (es), 1996)

### Autres publications
- A rachas (1973), poésie
- La búsqueda de interlocutor y otras búsquedas (1974), articles
- Todo es un cuento roto en Nueva York (1986), poésie
- Agua pasada (Artículos, prólogos y discursos) (1993), différents textes
- Después de todo. Poesía a rachas (1993), anthologie
- Esperando en porvenir. Homenaje a Ignacio Aldecoa (1994), conférences
- La hermana pequeña (1999), théâtre
- Poemas (2001), poésie
- Cuadernos de todo (2002), journal, posthume
- Pido la palabra (2002), conférences, posthume
- Visión de Nueva York (2005), journal, posthume
- Tirando del hilo : (artículos 1949-2000) (2006), articles, posthume
- El libro de la fiebre (2007)

## Filmographie

### En tant que scénariste

#### Au cinéma
- 1976 : Emilia... parada y fonda, film espagnol réalisé par Angelino Fons, avec Francisco Rabal, adaptation par l'auteur de son roman Las ataduras (1959)

#### À la télévision
- 1984 : Teresa de Jesús, mini-série espagnole, en 8 épisodes, réalisée par Josefina Molina, avec Concha Velasco
- 1984 : Fragmentos de interior, mini-série espagnole, en 4 épisodes, réalisée par Francisco Abad, adaptation par l'auteur de son propre roman éponyme, avec Antonio Banderas
- 1993 : Celia, mini-série espagnole, en 6 épisodes, inspirée de l'œuvre de l'écrivaine Elena Fortún, réalisée par José Luis Borau, avec Ana Duato